# Max Adler (Historiker)
Johannes Rudolf Max Adler (* 26. März 1867 in Magdeburg; † 18. Januar 1937 in Salzwedel) war ein deutscher Historiker, Literaturwissenschaftler und Pädagoge.
Der Sohn des Magdeburger Regierungshilfsarbeiters Otto Adler legte 1887 am Domgymnasium Magdeburg das Abitur ab. 1891 wurde er in Leipzig mit einer Dissertation über Alexander den Großen zum Dr. phil. promoviert und legte dort im folgenden Jahr die erste Staatsprüfung für das Lehramt ab. Anschließend absolvierte er bis 1894 den Vorbereitungsdienst für das höhere Lehramt in Magdeburg. Bis 1897 war er als Hilfslehrer am Domgymnasium Magdeburg tätig, 1897 wurde Adler Oberlehrer in Halle (Franckesche Stiftungen). Von 1907 bis 1932 war er Direktor des Gymnasiums in Salzwedel.
Adler war im Altmärkischen Geschichtsverein aktiv und Initiator der 1932 erfolgten Gründung des Johann-Friedrich-Danneil-Museums im ehemaligen Propsteigebäude in Salzwedel. Wegen seiner Verdienste um den Ausbau der "Siedlung Ost" in Salzwedel erhielt 1937 dort eine Straße den Namen Max-Adler-Straße.
Überregional erlangte Adler als Erforscher des Werks des Schriftstellers Wilhelm Raabe Bedeutung, mit dem ihn eine Freundschaft verband. Adler bezog das Schaffen Raabes als erster in die pädagogische Literatur ein und machte sich für eine Einbeziehung in den Deutschunterricht stark.

## Schriften
- De Alexandri Magni epistolarum commercio. Schmidt, Lipsiae 1891 (Dissertation).
- Volks- und Kinderlieder. Buchdruckerei des Waisenhauses, Halle a.S. 1901 (Beilage zum Jahresbericht der Lateinischen Hauptschule zu Halle a.S., 1901).
- Raabes Schwarze Galeere im Unterricht. Ein Versuch in Untersekunda. In: Lehrproben und Lehrgänge aus der Praxis der Gymnasien und Realschulen. 1903, Heft 3, S. 48–67.
- W. Raabes Else von der Tanne. Ein Beitrag zur Würdigung der neueren deutschen Literatur. Buchdruckerei des Waisenhauses, Halle a.S. 1904 (Halle a.S., Lateinische Hauptschule der Franckeschen Stiftungen, Programm 1904).
- Wilhelm Raabes „Trilogie“ (Der Hungerpastor, Abu Telfan, Der Schüdderump). Menzel, Salzwedel 1909 (Königliches Gymnasium Salzwedel, Programm 1909).
- Die prähistorischen Wohnstätten von Lübbow-Rebenstorf. Menzel, Salzwedel 1910 (Königliches Gymnasium Salzwedel, Schulprogramm 1910).
- Wilhelm Raabes Stopfkuchen. Menzel, Salzwedel 1911 (Salzwedel, Königliches Gymnasium, Programm 1911).
- Der Tod in Wilhelm Raabes Dichtung 1. Menzel, Salzwedel 1913 (Salzwedel, Königliches Gymnasium, Programm 1913).
- Kriegs-Gedichte. Menzel, Salzwedel 1916.